# Polyzoa opuntia
Polyzoa opuntia är en sjöpungsart som beskrevs av René-Primevère Lesson 1830. Polyzoa opuntia ingår i släktet Polyzoa och familjen Styelidae.
Artens utbredningsområde är Södra Ishavet. Inga underarter finns listade i Catalogue of Life.